# Alfred Kaniecki
Alfred Franciszek Kaniecki (ur. 9 października 1941 w Bydgoszczy, zm. 20 czerwca 2016) – polski geograf, hydrolog i kartograf, profesor nauk o Ziemi, profesor Uniwersytetu im. Adama Mickiewicza w Poznaniu.

## Życiorys
Urodził się w Bydgoszczy w rodzinie stolarza Jana Kanieckiego i Łucji z d. Fojuth. Jako absolwent Liceum Ogólnokształcącego w Bydgoszczy w 1960 r. rozpoczął studia geograficzne na Wydziale Biologii i Nauk o Ziemi na Uniwersytecie im. Adama Mickiewicza w Poznaniu. W 1965 r. w Bydgoszczy został zatrudniony w przedsiębiorstwach geologicznych: jako hydrogeolog w Przedsiębiorstwie Zaopatrzenia Rolnictwa i Wsi w Wodę oraz w Bydgoskim Przedsiębiorstwie Badawczo-Dokumentacyjnym Przemysłu Materiałowo-Budowlanego jako starszy geolog.
Od 1968 r. zawodowo związuje się z Uniwersytetem im. Adama Mickiewicza w Poznaniu, początkowo jako starszy asystent w Zakładzie Hydrografii Instytutu Geografii.
W 1974 r. broni pracę doktorską pod tytułem „Dynamika rzeki w świetle osadów trzech wybranych odcinków Prosny” pod kierunkiem prof. dra hab. Bogumiła Krygowskiego. W 1982 r. otrzymuje habilitację za rozprawę „Pojemność retencyjna i zmienność zasobów wodnych małej zlewni nizinnej na przykładzie dorzecza Wrześnicy”.
W 1991 r. zostaje powołany przez Rektora UAM na stanowisko profesora nadzwyczajnego. Tytuł profesora nauk o Ziemi otrzymuje 20 listopada 1997.
W latach 1984–2006 pełnił funkcję kierownika Zakładu Hydrologii i Gospodarki Wodnej w Instytucie Geografii Fizycznej i Kształtowania Środowiska Przyrodniczego UAM. W latach 1986–1990 prodziekan Wydziału Nauk Geograficznych i Geologicznych UAM. W latach 1991–1993 dyrektor Instytutu Geografii Fizycznej i Kształtowania Środowiska Przyrodniczego UAM.
W ciągu swojej wieloletniej pracy prowadził liczne badania terenowe zajmując się m.in. sedymentacją rzeczną, problematyką wód podziemnych, hydrogeologią regionalną, jakością wód powierzchniowych i zagadnieniami wodno-gospodarczymi.
W dorobku naukowym ma ponad 250 publikacji, w tym kilkanaście monografii i prac zwartych oraz ponad 140 artykułów. Współautor wielu map hydrograficznych i hydrogeologicznych Polski. Współwynalazca dwóch opatentowanych urządzeń do badania współczynnika filtracji (1972, 1999). Wykształcił ponad 170 magistrów geografii na specjalności hydrologia, klimatologia i meteorologia. Promotor pięciu prac doktorskich oraz recenzent sześciu rozpraw doktorskich i dwóch habilitacyjnych.
Zaangażowany w działalność towarzystw naukowych. Członek Poznańskiego Towarzystwa Przyjaciół Nauk. W latach 1988–1992 członek Komitetu Gospodarki Wodnej PAN. Od 1984 r. członek Komisji Hydrograficznej PTG.
Za swój wkład w naukę został odznaczony Medalem Komisji Edukacji Narodowej, Złotym Krzyżem Zasługi oraz odznaką honorową „Za Zasługi w Rozwoju Województwa Poznańskiego”. Wielokrotnie nagradzany, m.in. przez Ministra Nauki, Szkolnictwa Wyższego i Techniki (1977, 1983), Ministra Administracji, Gospodarki Terenowej i Ochrony Środowiska (1978) i Prezesa GUGiK (1985). Laureat Nagrody Naukowej Miasta Poznania (2005) i Nagrody Ministra Edukacji, Nauki i Sportu.
Zmarł 20 czerwca 2016. Został pochowany na cmentarzu Miłostowo w Poznaniu.

## Wybrane publikacje
- Dynamika rzeki w świetle osadów trzech wybranych odcinków Prosny. Poznań: PWN, 1976. Brak numerów stron w książce
- Przeglądowa mapa hydrograficzna Polski 1:500 000. Warszawa: Instytut Geografii i Przestrzennego Zagospopdarowania PAN, 1980. Brak numerów stron w książce (współautor)
- Wielka encyklopedia geografii świata. T. 4: Wody Ziemi. Kurpisz, 1996. Brak numerów stron w książce (współautor)
- Poznań. Dzieje miasta wodą pisane. Poznań: Wydawnictwo Poznańskiego Towarzystwa Przyjaciół Nauk, 2004. Brak numerów stron w książce
- Zmiany stosunków wodnych w czasach historycznych. Poznań: Bogucki Wydawnictwo Naukowe, 2010. Brak numerów stron w książce (współautor)
- Hydrologia obszarów lądowych. Poznań: Wydawnictwo Naukowe Uniwersytetu im. Adama Mickiewicza, 2018. Brak numerów stron w książce (wydana pośmiertnie)